# Milcahual
Milcahual är en ort i Mexiko.   Den ligger i kommunen Ixhuatlán de Madero och delstaten Veracruz, i den sydöstra delen av landet, 190 km nordost om huvudstaden Mexico City. Milcahual ligger 226 meter över havet och antalet invånare är 388.
Terrängen runt Milcahual är huvudsakligen kuperad, men åt sydost är den platt. Runt Milcahual är det ganska tätbefolkat, med 129 invånare per kvadratkilometer. Närmaste större samhälle är Benito Juárez, 17,6 km väster om Milcahual. Omgivningarna runt Milcahual är en mosaik av jordbruksmark och naturlig växtlighet.